# Путешествие с Чарли в поисках Америки
«Путешествие с Чарли в поисках Америки» (англ. Travels with Charley in Search of America) — путевой очерк американского писателя Джона Стейнбека, выпущенный в 1962 году. Книга описывает автомобильное путешествие по США, предпринятое Стейнбеком вместе с французским пуделем по кличке Чарли в 1960 году. Автор пишет, что пуститься в путь его побудило страстное желание увидеть родную страну своими глазами и заново открыть её для себя, так как уже долгое время проживает в Нью-Йорке и кроме небольших выездов в другие крупные города давно нигде не был. Отправляясь в дорогу, Стейнбек надеялся найти ответ на множество вопросов, главный из которых: «Что представляют собой американцы в наши дни?».
Путешествует он на специально сконструированном грузовике с крытым кузовом, названном «Росинант» в честь коня Дон Кихота. Из Лонг-Айленда, Нью-Йорк, Стейнбек отправляется в Мэн, оттуда до тихоокеанского северо-запада, затем вниз до родного города Салинаса в Калифорнии и через южные штаты Техас и Луизиану обратно в Нью-Йорк. В общей сложности поездка охватила 10 000 миль.
Согласно заявлению старшего сына писателя, Тома, подлинной причиной для поездки стало то, что Стейнбек, зная о приближающейся смерти, хотел увидеть свою страну последний раз. При этом Тома удивило, что его мачеха Элейн Скотт отпустила мужа: ведь при состоянии его сердца он мог скончаться в любую минуту.

## Сюжет

### Часть первая
Стейнбек начинает книгу с признания, что всю жизнь его тянет к путешествиям, и с рассказа о подготовке к новой поездке по стране — по прошествии 25 лет после предыдущей. В 1960 году 58-летний писатель, всю жизнь писавший об Америке, пришёл к мысли: он «писал о том, о чём не имел понятия, а для так называемых писателей это преступление», — и решил вновь лично изучить нравы и жизнь в различных регионах США. Он заказал специально сконструированный грузовик с крытым кузовом, в котором были бы кровать, плита, отопительный прибор, холодильник, освещение и уборная, так как при поездке с прицепом возникло много трудностей, среди которых различные запреты и меньшая манёвренность. Грузовик, доставленный к рыбацкому коттеджу писателя в Саг-Харборе, Лонг-Айленд, в августе,  получил название «Росинант» в честь коня Дон Кихота.
Стейнбек планировал покинуть Саг-Харбор сразу после Дня Труда, отмечаемого в США в первый понедельник сентября. Для компании он взял своего французского пуделя Чарли, к которому на протяжении книги обращался, чтобы выразить вслух свои мысли. Однако ему пришлось ненадолго отложить отъезд из-за приближающегося к Лонг-Айленду урагана «Донна». Стейнбек, не жалея себя, кинулся спасать во время стихийного бедствия свою моторную лодку «Прекрасная Элейн».

### Часть вторая
Путешествие началось с переправы на пароме из Лонг-Айленда в Коннектикут; проплывая мимо Военно-морской базы подводных лодок в Нью-Лондоне, Стейнбек заметил несколько всплывших атомных подлодок. На пароме он встретил молодого моряка-подводника, находящегося в увольнительной, который был рад своей работе, «обеспечивающей неплохие виды на будущее». Проезжая мимо промышленных городов, он размышляет о стремительных технологических переменах, происходящих в США. Замечает расточительство городов и американского общества, а также огромное количество промышленных и бытовых отходов, окружающее каждый город.
Остановившись на ночь близ фермы, Стейнбек завязал разговор с её хозяином, в котором собеседники пришли к заключению, что неопределённость будущего и страх перед ним сделали людей неуверенными в себе и скрытными, потому даже перед предстоящими выборами там, где раньше разгоралась полемика, — теперь затишье.
В стремлении узнать глубже увлечения жителей маленьких городов он слушает местные утренние радиопередачи, обращая внимание на огромное влияние массмедиа: «если в штате Мэн песня „Teen Angel“ занимает верхушку чарта, то и в Монтане она будет номером один».
На пути ему попадались закрытые на зиму киоски, открывающиеся специально в летний сезон для туристов. Очень удивило писателя огромное количество антикварных лавок, расположенных вдоль дорог и торгующих различными старинными безделушками. Он признался читателю в том, что у самого дома хранится огромное количество «старья», и будь у него более развита предпринимательская жилка, тоже наказал бы своим потомкам открыть подобную лавку лет через сто. Он остановился в мотеле недалеко от Бангора (штат Мэн). Предпринятая попытка завязать непринуждённый разговор с официанткой ресторана при мотеле не удалась: писатель почувствовал унылость существования собеседницы, и эта хандра передалась и ему. По возвращении писателя в номер его хандра усилилась от абсолютной синтетичности и стерильности апартаментов.
Утром он свернул с маршрута и отправился к Оленьему острову (штат Мэн), вспомнив многочисленные рассказы о нём своей старой знакомой, в которых она постоянно подчёркивала, что словами это место не описать — его надо видеть. Те немногочисленные жители, к которым он обращался, включая полицейского, у которого Стейнбек спросил дорогу, были немногословны и отвечали ему с явной неохотой. Также он приводит слова одного из жителей Мэна, который сообщил, что в этом штате принято подшучивать над туристами, направляя их совсем в другую сторону. На Оленьем острове он прибыл в дом, где обычно останавливалась его подруга. Проведя там два дня, познакомился с принадлежащей хозяйке нелюдимой кошкой по кличке Джордж и поужинал добываемыми из местных вод омарами — самыми вкусными из всех, каких доводилось пробовать.
С Оленьего острова он отправился к северной границе штата и остановился на берегу озера недалеко от небольшого лагеря франкоканадских сборщиков картофеля. Угостив сборщиков дорогим французским коньяком, писатель выяснил, что они всей семьёй ежегодно приезжают на уборку урожая картофеля, и сравнил современное положение сезонных сборщиков с тем временем, когда на это подталкивала лишь крайняя нужда, как в его романе «Гроздья гнева».
Сделав остановку у Ниагарского водопада, Стейнбек отправился на Средний Запад. Первоначальный план пересечь границу с Канадой и срезать через провинцию Онтарио путь до Детройта, штат Мичиган сорвался: по закону, путешественник, везущий с собой животное, должен на границе предъявить справку о прививке питомца от бешенства, а у Стейнбека таковой не оказалось. Он высказал своё недовольство властями, для которых «клочок бумаги превыше фактов», однако воспрянул духом от выраженного ему пограничниками сочувствия. Чтобы наверстать упущенное время, он поехал по сверхскоростной магистрали, представляя себе при этом жизнь дальнобойщиков — основных клиентов таких трасс. Заезжая в зоны отдыха, построенные вдоль магистралей, он дивился прогрессу: ведь здесь всё — от лекарственных препаратов до супа — покупалось в специальных автоматах, а интерьер ресторанов своей стерильностью «напоминал уборные».
При пересечении территорий штатов Огайо, Мичиган и Иллинойс в глаза ему бросился огромный прирост населения: города разрастаются, а дороги заполнены автомобилями. Изменилось и отношение людей. Если жители Новой Англии были немногословны и ждали первых шагов от незнакомца, то на Среднем Западе люди были более открытыми и нередко сами вступали в беседу. Также он подмечает, что местные говоры вымирают под влиянием радио и телевидения, признавая, что эти субдиалекты берут своё начало в безграмотности.
Ещё одним детищем прогресса, с которым он столкнулся, стали передвижные дома — «мобили», спрос на которые с момента изобретения в 1950-х годах лишь возрастает. С учётом этого фактора Стейнбек пытается объяснить одну из основных черт американцев — склонность к постоянным переездам. Он общается с управляющим парка, созданного специально для таких мобилей, а также с владельцами самих домов. И выясняет, что приобретение мобиля и уход за ним обходятся намного дешевле по сравнению с обычным домом, и при закрытии фабрики или резком обесценивании земли владелец мобиля, в отличие от домовладельца, ничего не теряет — он просто переезжает в другое место.
Когда путешественник расположился на привал на берегу озера в Мичигане, к нему подъехал на джипе смотритель водоёма и поначалу собирался выгнать его, так как озеро находилось в частных владениях. Но после приглашения на кофе в «Росинант» и небольшой беседы разрешил остаться и даже предложил вместе порыбачить на следующий день.
По приезде в Чикаго Стейнбек, желая встретиться с женой и немного передохнуть от кочевой жизни, сдал Чарли на время в приют для животных, а сам отправился в отель «Амбассадор», где заблаговременно заказал номер. Но он приехал слишком рано, и оказалось, что апартаменты ещё не освободились. Утомлённому путешественнику предложили скоротать время ожидания в ещё не убранном номере, откуда только что выехал жилец. Войдя в помещение, писатель решил заняться составлением портрета отбывшего постояльца по оставленным им следам.

### Часть третья
Из Чикаго путь пролегал на север, через Висконсин и Миннесоту. По федеральному шоссе № 10 Стейнбек проехал через Сент-Пол, так и не увидев город из-за плотного потока грузового транспорта, окружившего «Росинант», и продолжил путь по так называемой Эвакуационной трассе, которая навела его на мысли о потенциальной угрозе атомной войны, созданной самим человечеством. Съехав с шоссе, писатель заглянул в закусочную и поинтересовался у её работников, как проехать в Сок-Сентр — город, где родился Синклер Льюис. Его расстроило, что собеседники не знали, кто такой Льюис. В Сок-Сентре он не задержался; всё время пребывания в городе его не оставляли воспоминания о знакомстве с Льюисом, мысли о нём и о лицемерии горожан по отношению к их выдающемуся земляку. После публикации в 1920 году романа  Льюиса «Главная улица» его в Сок-Сентре стали называть «красным», однако после смерти писателя в честь него назвали одну из улиц, а также развесили мемориальные доски на зданиях и другие таблички, отмечающие памятные места, для привлечения туристов.
Остановившись на берегу Мэпл-Ривер в Северной Дакоте, Стейнбек вновь сетует на безвкусность и ненатуральность потоковой продукции, которой пользуются современные американцы. Это относилось как к еде, так и к духовной пище. Во встречающихся по дороге придорожных лавках на продажу было выставлено дешёвое чтиво: комиксы, книги об убийствах и о сексе. Он предупреждает, что постоянное чтение подобной литературы пагубно сказывается на мировоззрении и мыслительном процессе. Вспоминая разговор с хозяином одной из таких лавок, Стейнбек критикует современную политику, поддерживающую холодную войну, — всё это вырабатывает у американцев лишь ксенофобию, ведь русские являются одной из самых обсуждаемых тем почти в любом городе. Он замечает, что при каждой неудаче в той или иной области многие винят русских, и высказывает предположение, что в СССР наверняка также винят в возникающих проблемах американцев.

## Бестселлер
«Путешествие с Чарли» было выпущено издательством Viking Press в середине 1962 года, за несколько месяцев до получения Стейнбеком Нобелевской премии по литературе. 21 октября того же года книга достигла первого места в списке бестселлеров газеты The New York Times, в категории документальной литературы, где продержалась неделю, будучи 28 октября потеснённой книгой Рэйчел Карсон «Безмолвная весна».